# Ehrengard Frank-Schultz
Pour les articles homonymes, voir Schultz.
Ehrengard Frank-Schultz (née Ehrengard Besser le 23 mars 1885 à Magdebourg, morte le 8 décembre 1944 à Berlin) est une diaconesse allemande, victime du régime nazi.

## Biographie
Ehrengard Frank-Schultz est l'arrière-petite-fille du théologien Friedrich Schleiermacher. Dans les années 1930, elle devient veuve. Pendant la Seconde Guerre mondiale, elle s'engage avec la Croix-Rouge allemande en tant que diaconesse et infirmière.
En août 1944, Ehrengard Frank-Schultz discute avec Erika Roeder, aide-infirmière. Elles parlent du complot du 20 juillet 1944 qui a raté. Roeder dit qu'on n'imaginerait pas les conséquences si l'attentat avait réussi. Dans une deuxième entrevue avec Roeder quelques jours plus tard, Frank-Schultz ajoute que les complotistes seront fiers de ce qu'ils ont fait. Lors d'une troisième conversation, Frank-Schultz répond à une question de Roeder que, si le complot avait réussi, ce serait la paix et qu'il n'y aurait plus de bombardements alliés sur les villes allemandes. Elle ajoute qu'il vaut mieux quelques années vivre sous la domination anglo-américaine que devoir continuer à supporter la tyrannie des nazis. En regardant le portrait de Heinrich Himmler qui vient nommé commandant de l'armée de réserve, Frank Schultz pense qu'il a eu ce poste car on ne peut pas être humain.
Après que Roeder a dénoncé Frank-Schultz aux autorités, la diaconesse est arrêtée et passe en procès. L'accusation repose sur la Wehrkraftzersetzung, la sédition. Roland Freisler préside la Volksgerichtshof, les autres juges sont le juriste Martin Stier, le SS Friedrich Tscharmann, le SA Daniel Hauer et le fonctionnaire Hans-Fritz Kaiser. Le 6 novembre 1944, elle est reconnue coupable et condamnée à mort. Dans les motifs, elle est assimilée aux membres du complot du 20 juillet 1944 et d'avoir ainsi été « une attaque contre la puissance psychologique du peuple pour combattre ». Son « âme de traître » est prouvée aussi parce qu'elle a préféré un régime anglo-américain.
La peine de mort par guillotine est exécutée le 8 décembre 1944 à la prison de Plötzensee par le bourreau Wilhelm Röttger.